# František Škvor
František Škvor (* 11. Dezember 1898 in Varaždin, Königreich Kroatien und Slawonien; † 21. Mai 1970 in Prag) war ein tschechischer Komponist, Dirigent und Pianist.

## Leben
Der Sohn eines Bratschisten des Nationaltheaters Prag studierte nach der Reifeprüfung in Královské Vinohrady bei Prag Rechtswissenschaft an der Prager Karls-Universität sowie privat Klavier bei Adolf Mikeš, ehe er in die Meisterklasse für Komposition von Vítězslav Novák am Prager Konservatorium aufgenommen wurde. 1923 wurde František Škvor Korrepetitor am Nationaltheater, das Komponieren spielte während dieser Zeit zunächst eine untergeordnete Rolle. Nach dem Erfolg seines von ihm selbst geleiteten Balletts Doktor Faust (1926) stieg er zum Dirigenten des Theaters auf, eine Funktion, die er in der Folge bis 1960 ausübte. Bei Konzerten wirkte er oft als Klavierbegleiter von Sängerinnen und Sängern des Nationaltheaters. Neben Arbeiten für Schauspielproduktionen erhielt ab den frühen 1930er-Jahren die Musik für Filme eine wichtige Rolle in seinem Schaffen.
Für sein Wirken erhielt František Škvor mehrere Auszeichnungen, darunter 1969 den staatlichen Titel eines „Verdienstvollen Künstlers“. 

## Werke (Auswahl)

### Bühne
- Doktor Faust. Ballett nach „Der Doktor Faust. Ein Tanzpoem“ von Heinrich Heine (1926)[2]
- Frühlingsmärchen. Ballett-Oper für Kinder (1930)

### Orchester
- Pastorale Suite (1921)
- Auf einer alten Burg (1922)
- Fest der Liebe (1922)
- Serenade (1923)
- Aus der Welt der Kinder. Suite (1934)
- Im Puppentheater (1936)
- In der Mährischen Slowakei (1937)
- Ländliche Szenen (1939)
- Lieder und Tänze aus den Landschaften von Božena Němcová (1939)
- Frühling (1940)
- Exoticon. Ballettsuite (1941)
- Romantische Suite (1943)
- Malerische Studien (1946)
- Variationen über zwei russische Volkslieder (1949)
- Erinnerungen an die Sowjetunion. Ballettsuite (1951)
- Serenade für Streicher und Harfe (1956)

### Soloinstrument(e) und Orchester
- Concertino für Flöte, Oboe, Fagott und Streichorchester (1938)
- Konzert für Violine und Orchester (1946)

### Kammermusik
- Septett (1936)
- Bläserquintett a-Moll (1953)
- Streichquartett e-Moll (1954)
- Nonett h-Moll (1955)

### Klavier solo
- Sonate cis-Moll (1920)

### Filmmusik
- Zem spieva, deutscher Titel: Die Erde singt. Dokumentarfilm, Regie: Karel Plicka (1933)
- Humoreska, Regie: Otakar Vávra (1939)
- Kouzelný dům, deutscher Titel: Ein magisches Haus. Regie: Otakar Vávra (1939)
- Peřeje, deutscher Titel: Stromschnellen, Regie: Karel Špelina (1940)
- Advokát chudých, deutscher Titel: Anwalt der Armen, Regie: Vladimír Slavínský (1941)
- Housle a sen, deutscher Titel: Die Violine und der Traum, Regie: Václav Krška (1947)
- Posel úsvitu, deutscher Titel: Bote der Morgenröte, Regie: Václav Krška (1950)
- Mikoláš Aleš, deutscher Titel: Ein Rebell, Regie: Václav Krška (1951)
- Mesíc nad rekou, deutscher Titel: Mond über dem Fluss, Regie: Václav Krška (1953)
- Povodeň, deutscher Titel: Die Flut, Regie: Martin Frič (1958)

Weiters Schauspielmusik, Chorsätze, Lieder, Musik für Kinder, Volksmusikbearbeitungen u. a.